# Bohain-en-Vermandois
Bohain-en-Vermandois (niederländisch: Bohen) ist eine französische Kleinstadt mit 5724 Einwohnern (Stand 1. Januar 2022) im Département Aisne in der Region Hauts-de-France. Sie gehört zum Arrondissement Saint-Quentin und zum Gemeindeverband Pays du Vermandois.

## Geografie
Die Gemeinde Bohain-en-Vermandois liegt im Norden des Départements, 20 Kilometer nordöstlich von Saint-Quentin und 29 Kilometer südöstlich von Cambrai. Nachbargemeinden von Bohain-en-Vermandois sind Becquigny im Norden, Vaux-Andigny im Nordosten, Seboncourt im Osten und Süden, Grougis im Südosten, Fresnoy-le-Grand im Südwesten, Brancourt-le-Grand im Westen sowie Prémont im Nordwesten.

## Bevölkerungsentwicklung
| Jahr                       | 1962 | 1968 | 1975 | 1982 | 1990 | 1999 | 2006 | 2014 | 2021 |
| -------------------------- | ---- | ---- | ---- | ---- | ---- | ---- | ---- | ---- | ---- |
| Einwohner                  | 6726 | 7090 | 7513 | 7271 | 6955 | 6600 | 6300 | 5659 | 5721 |
| Quellen: Cassini und INSEE |      |      |      |      |      |      |      |      |      |

## Sehenswürdigkeiten
- Rathaus (Hôtel de ville), Monument historique

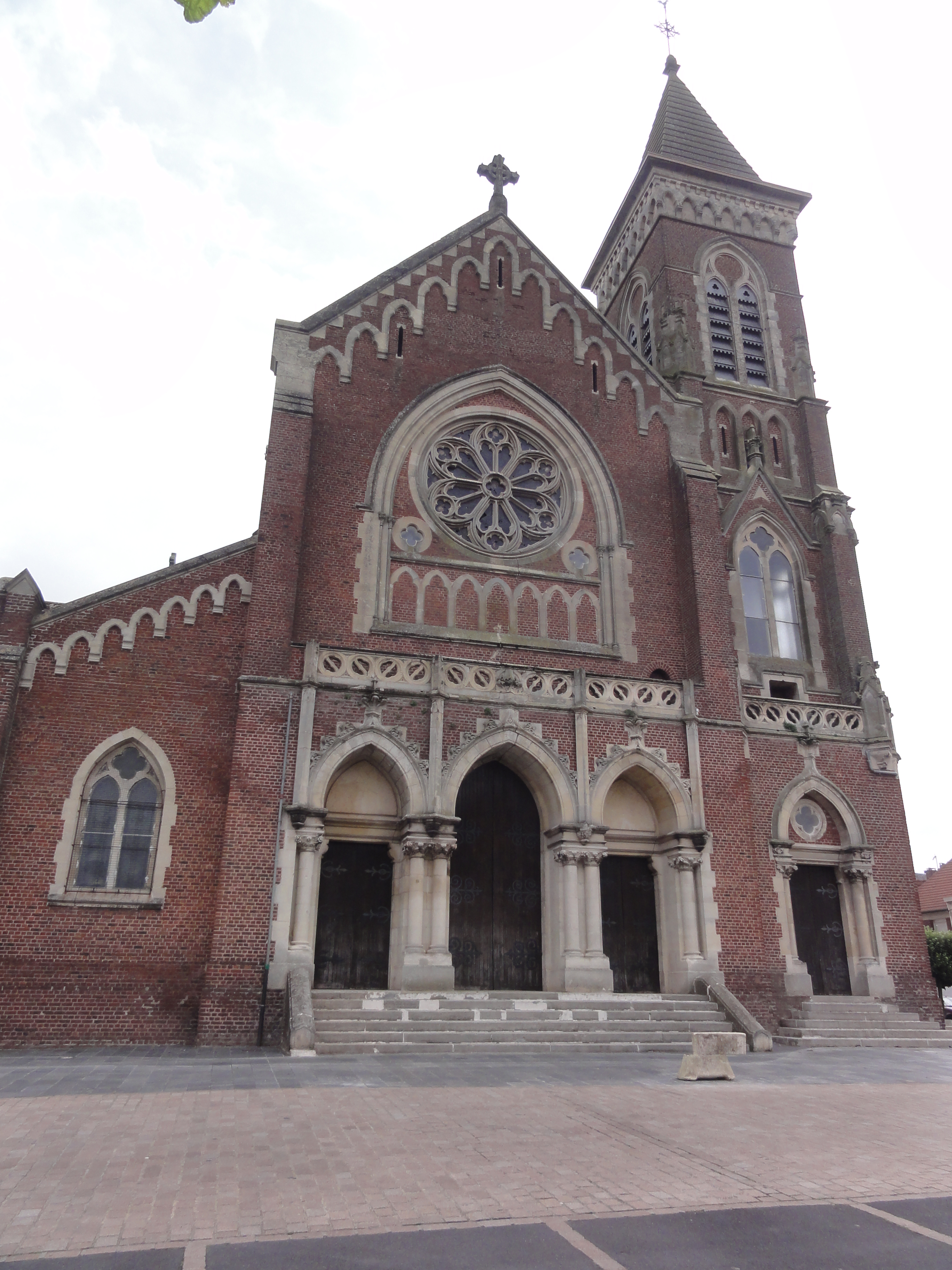
Kirche Notre-Dame
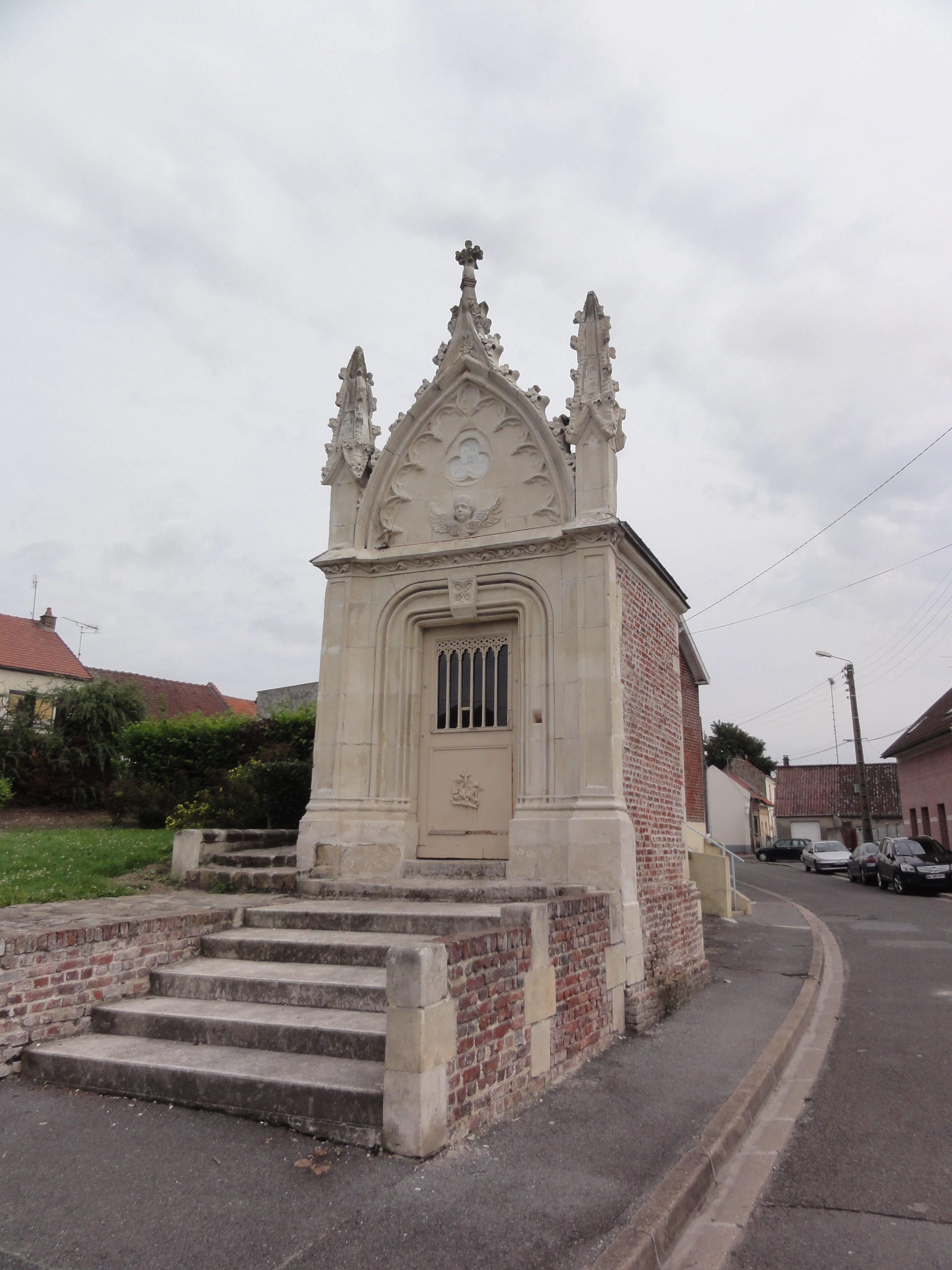
Kapelle Notre-Dame
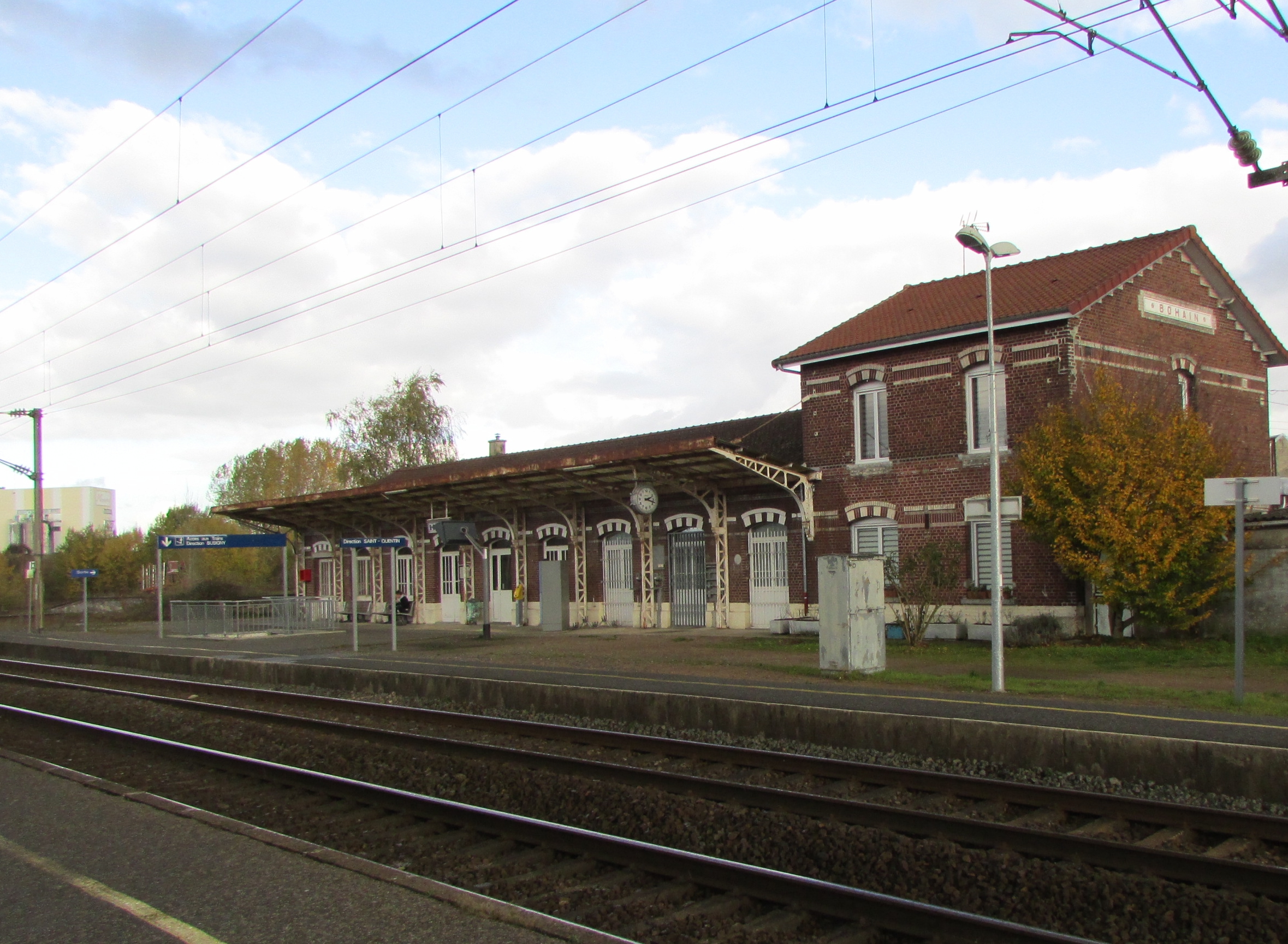
Bahnhof
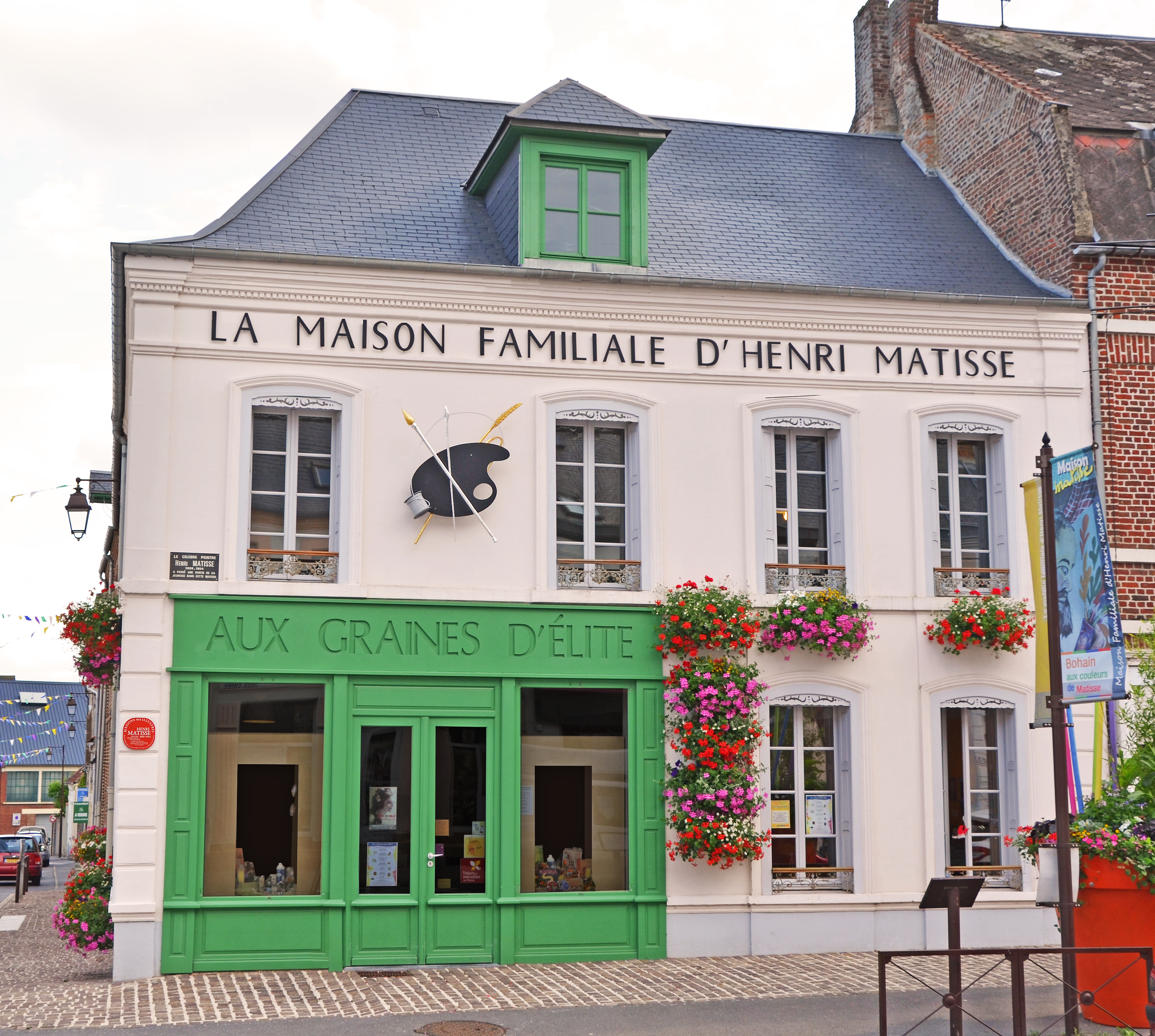
Haus des Malers Henri Matisse
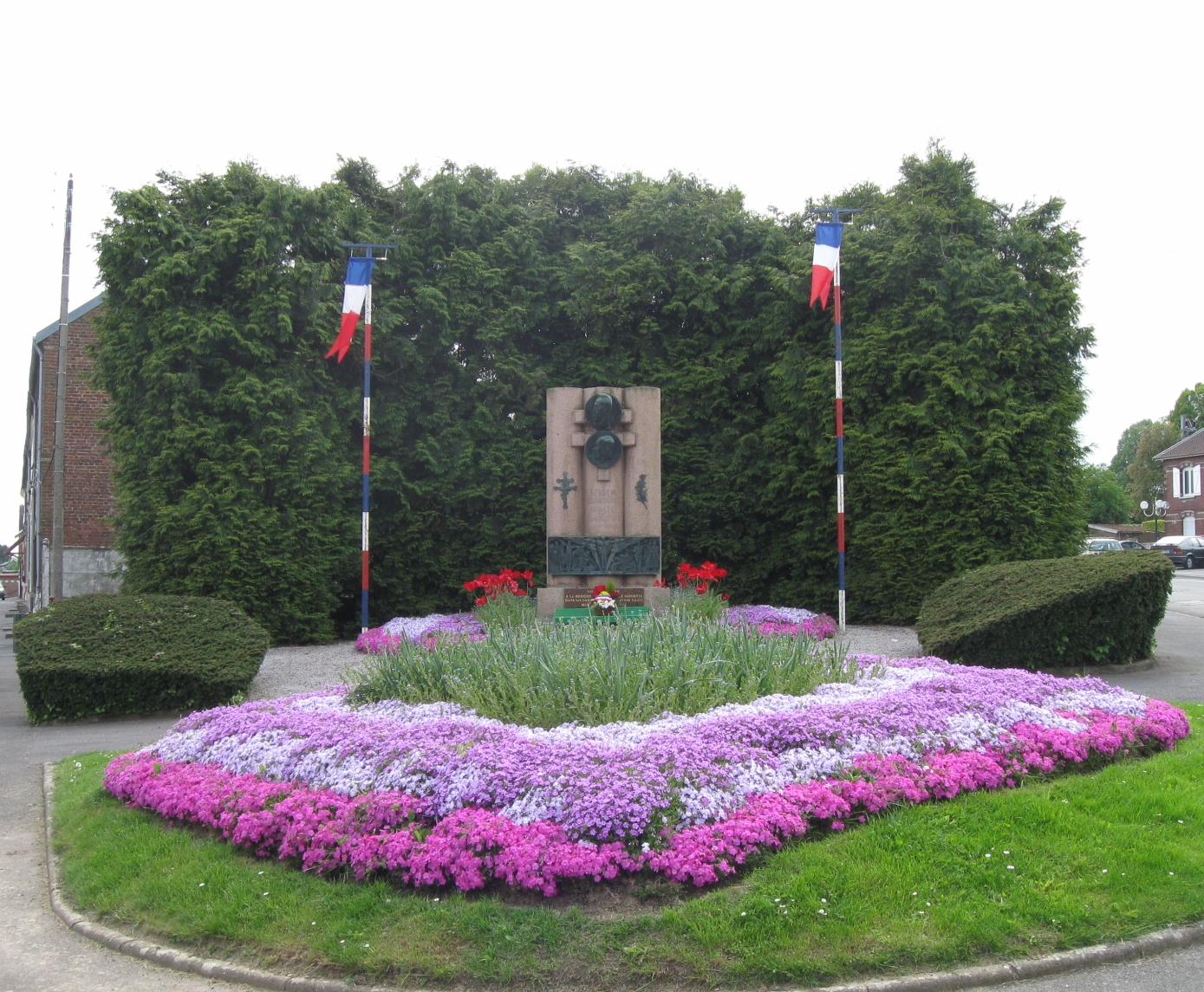
Gefallenendenkmal

- Schloss Riquerval
- drei Wassertürme

- Kirche Notre-Dame
- Kapelle Notre-Daqme
- Bahnhof
- Haus des Malers Henri Matisse
- Gefallenendenkmal

## Wirtschaft und Infrastruktur
Bohain liegt an der Bahnlinie von Saint-Quentin nach Cambrai bzw. nach Maubeuge (Teil der ehemaligen Französischen Nordbahn) und war im 19. Jahrhundert ein bedeutender Standort der Textilindustrie. Nach und nach wurden die Fabriken jedoch geschlossen. Das Ergebnis des Strukturwandels war eine Abwanderungswelle und eine hohe Arbeitslosigkeit, der nach und nach durch Diversifizierung entgegengewirkt wird. So siedelten sich inzwischen verschiedene Unternehmen wie Nexans (Kabel), Taine (Bau) oder Dutoit (Backwaren) in Bohain an. Im Süden der Gemeinde entstand das 24 Hektar große Gewerbegebiet ZAC économique du Moulin Mayeux, unter anderem haben sich dort Einkaufszentren niedergelassen.

## Persönlichkeiten
In Bohain wuchs der Maler Henri Matisse (1869–1954) auf.